# یواس‌اس ریل (ای‌ام-۲۶)
یواس‌اس ریل (ای‌ام-۲۶) (به انگلیسی: USS Rail (AM-26)) یک کشتی بود که طول آن ۱۸۷ فوت ۱۰ اینچ (۵۷٫۲۵ متر) بود. این کشتی در سال ۱۹۱۸ ساخته شد.